# 辰巳の辻占
辰巳の辻占（たつみのつじうら）は、古典落語の演目のひとつ。同演題では東京落語で広く演じられる。この項では、同演題のもととなった上方落語の辻占茶屋（つじうらぢゃや）についても記述する。

## 概要
『辻占茶屋』の原話は、上方の初代露の五郎兵衛が1705年（宝永2年）に出版した笑話本『露休置土産』の一編「心中の大筈者」。下座からの歌付きのハメモノ（＝BGM）が噺運びに重要な意味を持ち、口演の際は演者と囃子方とで呼吸を合わせることが必要となる。主な演者に5代目桂文枝らが知られる。
『辰巳の辻占』は、上方の『辻占茶屋』を明治初期に東京落語へ移植したもの。現在地名となっている「辰巳」は、同演目では深川の岡場所（あるいは洲崎の遊廓）の隠語として用いられている（深川は江戸の町中から辰巳＝南東の方角にあたる）。主な演者に4代目橘家圓喬、3代目桂三木助、10代目金原亭馬生らが知られる。

## あらすじ
男（『辻占茶屋』では鍛冶屋の「源やん」、『辰巳の辻占』では商家の若旦那・伊之助）が、遊女（『辻占茶屋』では難波新地のお茶屋・神崎屋の娼妓・梅乃。『辰巳の辻占』では岡場所の飯盛女・お玉もしくはお静、あるいは洲崎遊廓の紅梅花魁）を身請けしようと思い立ち、叔父に相談するが、叔父は逆に男の女遊びをとがめ、「恋というものは人を盲目にする。俺にも似たような経験があるが、堅い約束を果たしたつもりになっていても、この手の女にはたいてい間夫（まぶ）がいるものだ」と男を諭す。男は聞く耳を持たず、貯めて（あるいは無尽の抽選で当てて）預けた大金を引き出すよう、叔父に食い下がる。叔父は「そんなに女に惚れているなら、ひとつ賭けをしてみろ。思いつめた様子で店へ行き、たずねられたら女の前で理由をでっちあげて（※バリエーションは後述）、『死ぬことにした。線香の1本でも立ててくれ』と切り出すのだ。女が『そうですか』と言うなら、見込みがないからあきらめろ。『わたしも一緒に死にます』と言ったら店を出て、人気のない水辺に連れて行って心中をはかるふりをしろ。寸前でやめて、俺の所に連れて来い。祝言を上げてやる」と提案し、男を送り出す。
- 『辻占茶屋』では、ここで演者の「色街は、いつに変わらぬ陽気なこと」の地語りをきっかけに、下座から『辻占や』が流れる。

夜ふけに男は店に着き、女将に目当ての遊女を呼ばせ、座敷で待つ。男は暇つぶしに、座敷に残された辻占菓子（＝煎餅や饅頭などの中に、恋占いのおみくじを入れたサービス品）の捨てられた中身を拾い上げたり、未開封のものを食べたりして、おみくじを次々と読む。それぞれあまり幸福を感じさせない文面が書かれており、男は大きく落胆する。
- 上方の『辻占茶屋』では、ここで男が隣の座敷から、三味線の調子を合わせる音が聞こえる。その後に流れる俗謡の歌詞から、自分の運勢を占いはじめる（演者と下座が呼吸を合わせて演じる）。

男は「可愛（かわ）い男に、逢坂の、関よりつらい、世のならい……」という歌を認めて、「『吉田屋』（※勘当された商家の若旦那と遊女との恋愛を描いた歌舞伎）の『由縁の月』やなあ。中の芝居で観た……『弾くわ弾くわあの唄は、去年の月見は吉田屋で、太夫と俺の連れ弾きの、弾いた時のおもしろさ、その弾く主は変わらねど、変わったは俺が身の上。あいつの心底、ああーなろうとはァー!!』」と登場人物・伊左衛門のセリフを語り、「人の心と飛鳥川、変わるは勤めのならいじゃもの。変わらいで、なんとしよう」と、登場人物・夕霧のセリフをも語って、「心底（しんてい）変わったンかいな。会わんとこか」と弱気になる。
（下座の声）「待たしゃんせ」
遊女が引き止めた声ではなく、隣の座敷による常磐津節『箙源太（えびらげんた）』の歌い出しであった。歌は「源太さん、お前といたい。こうなったは、並大抵の、ことかいな」と続く。男は「そらこうなったンは並大抵のことと違（ちゃ）うで。……こら（歌舞伎の『ひらかな盛衰記』では）梶原源太（かじわら げんた）やな。俺は鍛冶屋の源やんや。梶原源太の敵娼（あいかた）が、神崎の梅が枝（うめがえ）。俺の敵娼は神崎屋の梅乃。……こらええ辻占や」とひとり合点して機嫌を治し、座敷で待ち続けることに決める。
そこへ女将が座敷に来て、遊女が遅れると告げる。「あいつ何しとンねん。別の座敷で、花掛かってンのと違うかな」
（下座の歌声、『世話焼かしゃんすな』）「世話焼かしゃんすな、お前さんらのお世話にゃ、ならしょまい」
男は「何抜かす。着物買（こ）うて、帯あつらえて、千度（せんど＝沢山）世話焼いたやないか」と怒る。
（下座の歌声、『からっけつの』）「からっけつの空財布、財布はかんかんイカのぼり」
「そら今は金はない。今はないが、前はあったんじゃい。何も知らんと勝手ぬかっしゃがって、他の女ァ身請けしたるぞ!」
（下座の歌声、『こちゃ構やせぬ』）「こちゃ構（かま）やせぬ、こちゃ厭（いと）やせぬ」
男はますます逆上し、ひとりで大騒ぎをする。
そこへ遊女が現れ、「どうしたの?」と男の様子をうかがう。男は、叔父に吹き込まれた嘘を話し、「死ぬことにした。今晩でお別れだ。線香の1本でも立ててくれ」と告げる。遊女は同情した様子で、「あなたが死ぬというのなら、いっそのこと私も一緒に｣と答えるが、男が「では、これからふたりで死のう」と言うと、遊女は「今日は少し都合が……」と渋る。遊女に惚れられていない、ということを認めたくない男は焦り、「早く死のう、呑んでないで先に死にに行こう」と遊女をせかし、女将に「夜店に行く」と言って、提灯を持たずに店を飛び出す。遊女はしぶしぶ男のあとをついていく。
ふたりは人気のない水辺（『辻占茶屋』では四ツ橋。『辰巳の辻占』では吾妻橋もしくは洲崎の海岸）にやって来る。夜の闇で姿が見えず、離れ離れのまま、ふたりは声だけでお互いの存在を確かめる。男は遊女に、「まずお前が『南無阿弥陀仏』と言え。それを合図に飛び込もう」と告げる。遊女は「南無阿弥陀仏」と叫び、ひそかに、手近にあった大きな石を水面に投げ込む。もともと死ぬ気のない男は、水の音を聞いて、遊女が本当に飛び込んでしまったと思い込み、大いにあわて、思案の果てに、「俺があの世へ行くまで、この石で我慢をしてくれ。南無阿弥陀仏」と言って、大きな石を水面に投げ込む。遊女は水の音を聞いて、「あの馬鹿、本当に飛び込んでしまった」と驚きあきれ、その場を離れる。
男が遊女の死を悔やみながら帰路につくと、向かいから当の遊女が何食わぬ顔で歩いてくる。男が「あっ、お前は」とその姿を認めると、遊女は苦笑しながら「お久しぶり」と返答する。「何がお久しぶりだ」
「だってあなたとは、娑婆で会って以来じゃないか」（「娑婆」は、現世を表す仏教用語であると同時に、「遊里の外」を示す俗語である）

## バリエーション
- 『辻占茶屋』での辻占菓子は、昆布巻きの中にくじが入ったものとして描写されることが多い。文面は「どうぞ、どうぞ」「来てくれねばよいが」「見れば見るほどけったいな顔」の順。

『辰巳の辻占』での辻占菓子は、巻きせんべいの中にくじが入ったものとして描写されることが多い。文面は「しみじみ好いたよ」「一緒に死にたいね」「いやらしい奴だよ」のほか、都々逸調の「はな（＝最初）はさほどに思わぬけれど 今もさほどに思わない」「あたしのほうからあなたのお手へ 書いてやりたい離縁状」「年が明けたらお前の元へ きっと行きます断りに」「富士の山よりお金を貯めて 端（はた）からチビチビ使いたい」などがある。
- 男が語る死の理由が、演者や東西、時代によって様々に異なる（以下は一例）。
  - 仕事場で友達と喧嘩になり、投げたものが友達に当たって死んでしまった。
  - 家の金（あるいは取引の金）を使い込んだのがばれて、勘当を言い渡された。
  - 家業の印判を乱用し、筋のよくないところから大金を借りて、返すあてがなくなった。
- 男と遊女が心中場所に離れ離れで到着した理由が東西で異なる。

『辻占茶屋』では、遊女が「『一緒に死んだら、あの世で添えん』いいますよって、わたいは橋の向かい側に渡って、そこから川へ飛び込みますわ」と告げ、男から離れる。
『辰巳の辻占』では、男が「俺は大門（おおもん＝遊廓の正門）から出るけど、お前も出るってえと目立つから、裏から出ろ」と遊女にアドバイスし、初めから別々に出発する。
- 『辻占茶屋』のサゲは、上記のほかに以下のものがある。いずれも男に対する遊女の返答で噺を落とす。
  - 「あんた、風邪引かなんだか?」（5代目桂文枝など）
  - 「あんたも泳ぎが達者やったんやなあ」（3代目林家染丸など）
  - 「別々に飛び込んださかい、また会えたがな」（四ツ橋のシーンで遊女が語る俗説が伏線となっている。3代目林家菊丸など）

## エピソード
- 1940年（昭和15年）9月20日、警視庁は内容が卑俗的で低級であるとして。辰巳の辻占を含む53演目を上演禁止（禁演落語）とした[1]。